# Fonderie Rudier

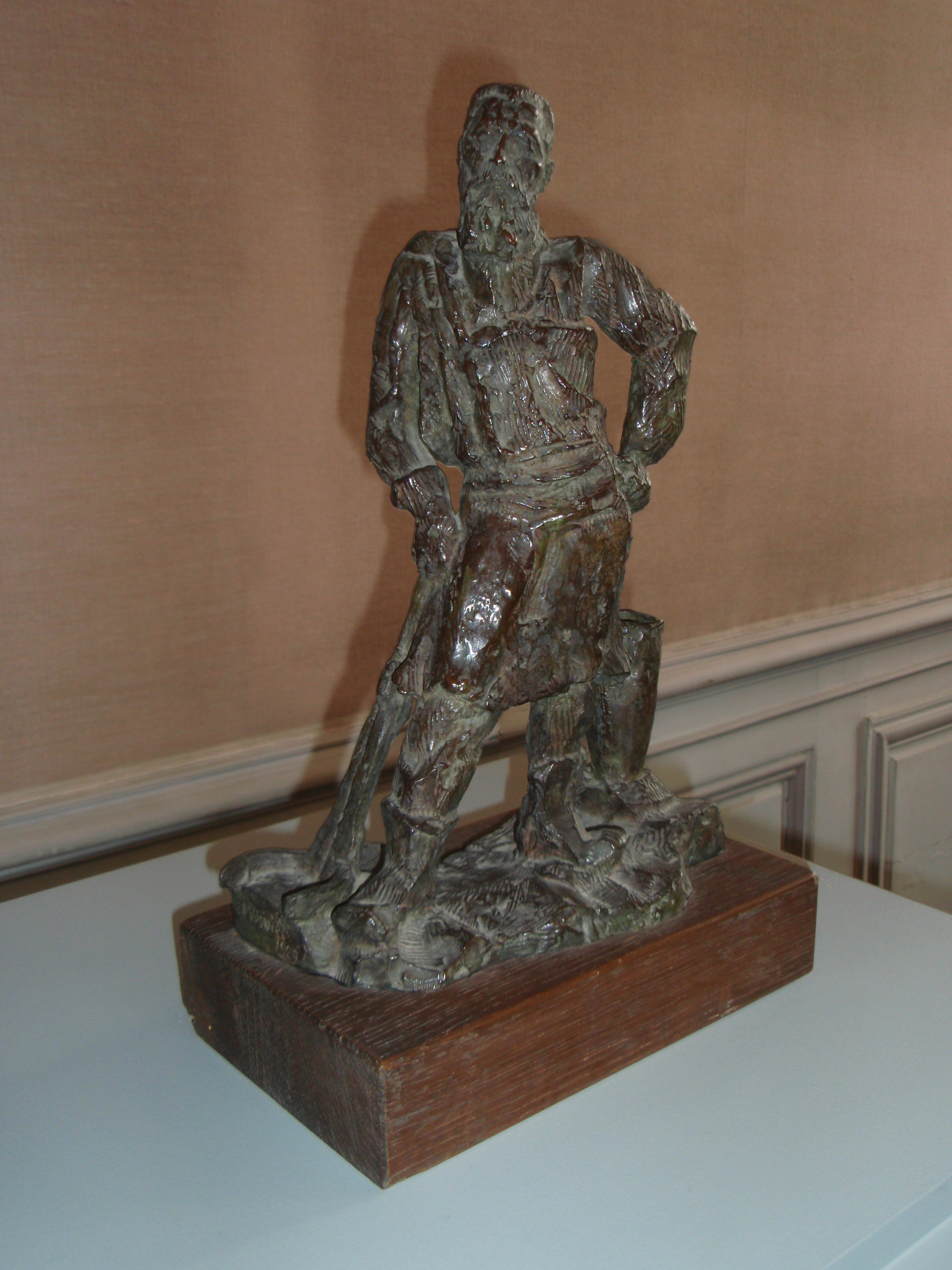
Antoine Bourdelle, Portrait d'Eugène Rudier, Paris, musée Rodin.

La fonderie Rudier est une fonderie créée et tenue par Alexis Rudier (mort en 1897) et son fils Eugène Rudier (1879-1952) entre 1874 et 1952. 
On doit à la fonderie Rudier quelques-uns des plus beaux bronzes du XIXe siècle et du XXe siècle. La fonderie travailla pour les grands sculpteurs de son époque comme Auguste Rodin, Antoine Bourdelle, Gustave Miklos Aristide Maillol ou Daumier pour le XIXe siècle, les fontes étant signées « Alexis RUDIER  Fondeur PARIS ». 

## Biographie
Les trois frères Rudier : Victor, François et Alexis semblent avoir envisagé de créer une fonderie vers 1850. Mais cette association n'a pas duré.
En 1881, François Rudier semble avoir été l'associé d'Auguste Griffoul et le codirigeant de la fonderie Griffoul, bien avant le départ de son fondateur pour les  États-Unis où il créera une fonderie. On retrouve ce François Rudier au 41 de la rue Vavin à Paris en 1883. Il travaille pour Auguste Rodin et produisit cent quinze bronzes entre 1881 et 1904. La majorité de ces pièces ne portent ni sceau, ni signature.

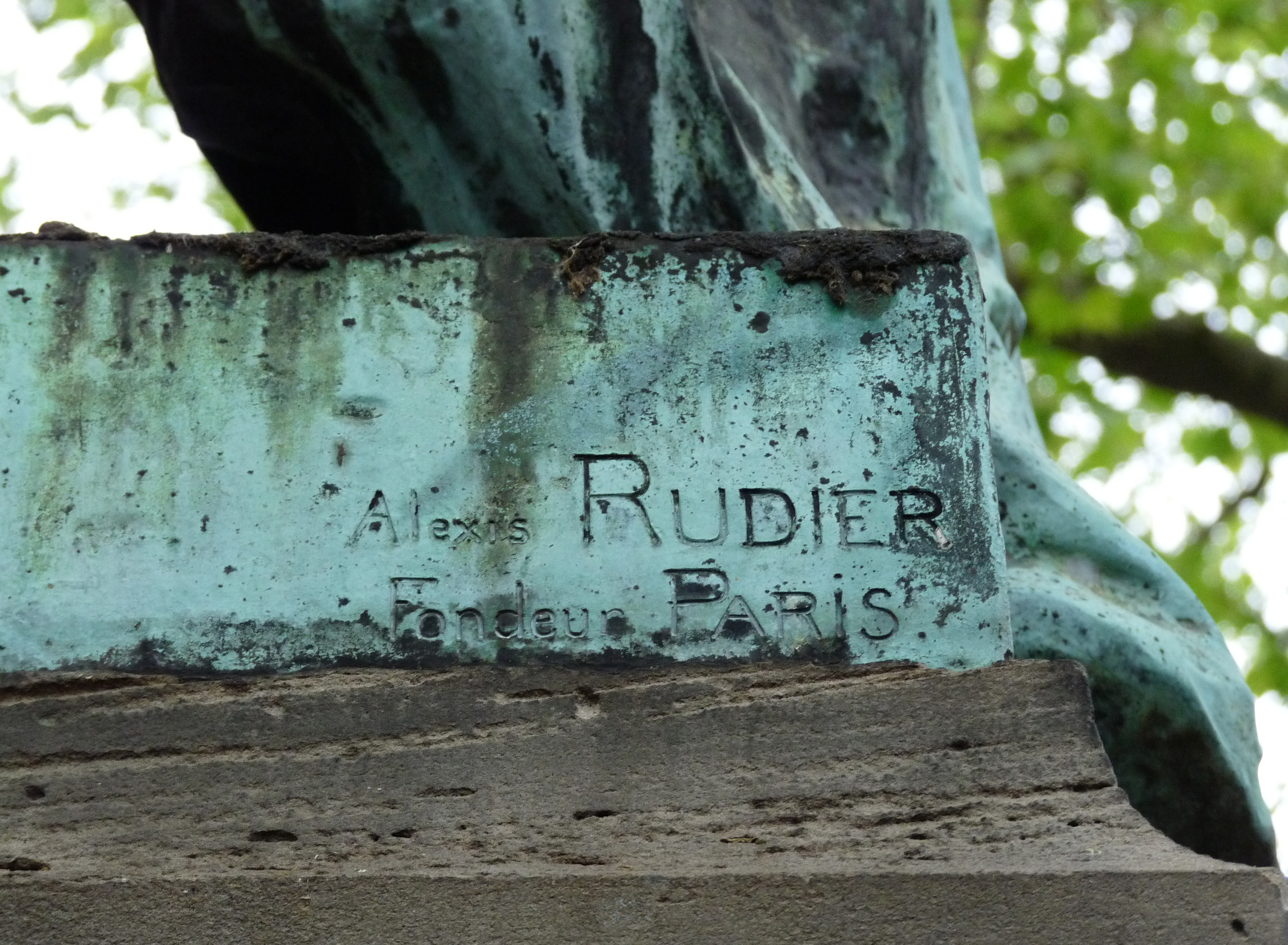
Signature d'Alexis Rudier sur la statue du Monument à Charles Adolphe Würtz à Strasbourg.

Son frère, Alexis Rudier a donné son nom à l'une des plus grandes fonderies d'art françaises créée en 1874, rue Charlot à Paris. Puis l'entreprise se déplace en 1880, au 45, rue de Saintonge. Elle y reste jusqu'en 1934 et son déplacement rue Leplanquais  à Malakoff dans la banlieue sud de Paris par son fils Eugène qui resta fidèle à la technique de la fonte au sable, fonte et ciselure avec son équipe d'ouvriers d'élite. Il aménage là un bâtiment destiné à la conservation des œuvres.
Mais c'est Eugène Rudier qui développe la fonderie. Il en prend la direction avec sa mère à la mort de son père en 1897. Présenté à Rodin en 1899, et en habile homme d'affaires, il finit par gagner la confiance du sculpteur. Dès 1902, Eugène Rudier reprend à son oncle François Rudier la clientèle d'Auguste Rodin, dont la notoriété est déjà internationale. Néanmoins, le sculpteur lui retire souvent l'exécution des patines, que Rodin préférait confier à Jean Limet. Ce dernier sera embauché par Rudier à la mort de Rodin. Jean Limet travaillera pour Rudier jusqu'à sa mort en 1941, surveillant et patinant tout spécialement les fontes posthumes d'Auguste Rodin. Eugène Rudier continue par ailleurs à travailler pour des orfèvres tels que Chaumet, Aucoc, Boucheron, etc. Puis, vers 1905, Eugène Rudier est chargé de la fonte des œuvres d'Aristide Maillol.
Pendant la Grande Guerre, il est envoyé en 1914 à Gaillac, puis tenu sur réquisition de fabriquer des obus, dans différentes usines d'armement. Il revient néanmoins assez souvent à Paris pour surveiller son usine  qu'il fait tourner avec une équipe ayant passé l'âge d'être mobilisée. Il garde la clientèle de Rodin jusqu'à sa mort en 1917, car les autres fonderies sont pénalisées par le manque de métaux. Il fera valoir ceci pour obtenir l'exclusivité des fontes du maître par le musée Rodin jusqu'à sa mort en 1952.
En 1918, Eugène Rudier s'installe au Vésinet. Il dispose dans le parc de sa résidence les plus célèbres statues sorties de sa fonderie : Saint-Jean-Baptiste et L'Ombre de Rodin, Beethoven et Héraklès archer d'Antoine Bourdelle, une Vénus de Maillol, ainsi que le Faune de Paul Dardé, plomb de cinq mètres de haut.
En 1929, Eugène Rudier invite son ami Bourdelle, malade, à venir passer l'été dans sa propriété du Vésinet au 18 route des Bouleaux, à proximité de la propriété du fondeur. Le sculpteur y meurt en octobre. 
En 1934, les ateliers déménagent de Paris à Malakoff. Puis les ateliers de la rue de Saintonge dans le quartier du Marais seront abandonnés vers 1935-1936. Dans un bâtiment proche de la fonderie, Eugène Rudier installe sa collection privée de sculptures, de dessins et de tableaux. Durant l'entre-deux-guerres, la fonderie emploie une quarantaine d'ouvriers. 
Lors de l'Exposition internationale « Arts et Techniques dans la Vie moderne» qui s'est tenue à Paris du 25 mai au 25 novembre 1937, Rudier au faîte de sa gloire remporte la majorité des marchés. Il reçoit de l'État de nombreuses commandes. 
Pendant la Seconde Guerre mondiale, Rudier fondra, à la demande d'Arno Breker, le sculpteur du Troisième Reich, une Porte de l'Enfer de Rodin ainsi que tous les bronzes de Breker destinés à être exposés à l'Orangerie,.
Eugène Rudier meurt le 18 juin 1952 à Malakoff. Il est inhumé au cimetière du Vésinet. Une sculpture de Rodin, La Grande Ombre, décore sa tombe. Après son décès et selon ses instructions, sa veuve brûla les archives et brisa les moules de la fonderie, afin d'empêcher quiconque de lui succéder.
Les musées Maillol et Rodin, se retrouvant sans fondeur, et ne voulant pas perdre le savoir-faire de l'équipe, incitent Georges Rudier à reprendre machines et personnels de son cousin dans sa fonderie de Châtillon en lui garantissant leur clientèle. Ce marché cessera en 1976, lorsque Dina Vierny, alertée sur les activités suspectes[C'est-à-dire ?] de la fonderie, retire sa clientèle pour confier celle-ci à la Fonderie Godard, et dans la foulée le musée Rodin fera de même.

## Le métier de fondeur
L'industrie du bronze française en 1878, occupe dans six cents fonderies plus de sept mille cinq cents ouvriers. Dès 1818, les fondeurs s'organisent en une « Réunion des fabricants de bronze » pour défendre leurs intérêts et en particulier lutter contre la contrefaçon. Pour lutter contre celle-ci ainsi que la multiplication inconsidérée de tirages d'une même œuvre, les fondeurs Rudier, Hébrard et Valsuani sont les premiers à numéroter leurs tirages. Chaque épreuve porte un numéro d'ordre et le chiffre total du tirage.

## Quelques artistes fondus par Rudier
Eugène Rudier établit avec ses clients sculpteurs des relations basées essentiellement sur la confiance mutuelle, voire l'amitié. Parmi les artistes les plus notables on peut citer :
- Henri Louis Bouchard
- Antoine Bourdelle (Beethoven, Héraklès archer)
- Arno Breker (Le Parti et l'Armée)
- Joachim Costa
- Paul Dardé (Faune)
- Charles Despiau (Apollon)
- Honoré Daumier (Ratapoil)
- Gabriel Forestier ("Géant étouffant un serpent")
- Charles Gir (Monument à Giacomo Meyerbeer, Spa)[10]
- René Iché (Contrefleur, Jeune captive)
- Aristide Maillol (Vénus)
- Paul Manship (buste)
- Gustave Miklos
- Chana Orloff
- Auguste Rodin (Le Penseur, Saint-Jean-Baptiste, Ombre)
- Pierre Traverse
- Robert Wlérick

## La famille Rudier
François
Frère de Victor, il est spécialisé dans la fonte de statuettes en bronze de 1877 à 1904, après avoir perdu Rodin comme client, il réalisa de 1903 à 1913 la récupération  de déchets d’orfèvrerie qu'il traite pour fabriquer des lingots.
Victor
Frère de François, il commence par travailler avec François, qu'il quitte vers 1880. En 1903, il est directeur de fonte chez Henri Molz à Paris.
Georges
Fils de Victor, il est formé par son cousin Eugène qui ne le garde pas au prétexte qu'il ne travaille pas selon ses souhaits.
Alexis (mort en 1897)
Frère des deux précédents, il réalise des petites fontes d'art et d’orfèvrerie de 1874 à sa mort en 1897. Sa veuve, assisté de leur fils Eugène, continuera jusqu'en 1927.
Eugène (1879-1952)
Fils d'Alexis, il est le cousin de Georges. Il laissa à sa veuve des instructions pour brûler ses archives et de briser ses moules afin que l'activité de la société cesse à sa mort. Le musée Maillol et Rodin, alors sans fondeur et ne voulant pas perdre le savoir-faire de son équipe, incitent Georges Rudier à continuer avec le matériel et les ouvriers dans sa fonderie de Châtillon, tout en lui garantissant leur clientèle.